# 1393 en santé et médecine
| Années de la santé et de la médecine : 1390 - 1391 - 1392 - 1393 - 1394 - 1395 - 1396    |
| Décennies de la santé et de la médecine : 1360 - 1370 - 1380 - 1390 - 1400 - 1410 - 1420 |

Cet article présente les faits marquants de l'année 1393 en santé et médecine.

## Événements

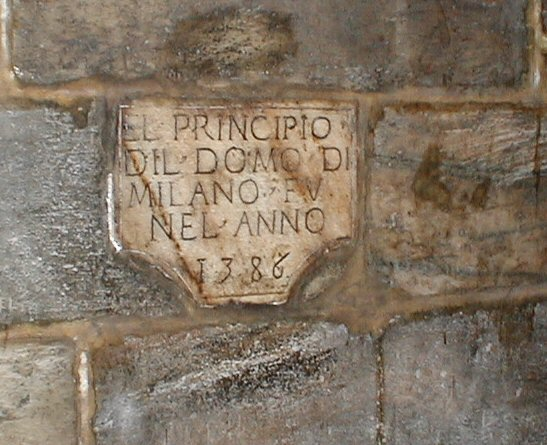
Dôme de Milan
Fondation en 1386
Plaque commémorative

- 25 juin : acte par lequel les consuls de Felletin, dans le comté de la Marche, confirment à Pierre Jagot son titre de fondateur de l'hôtel-Dieu ou aumônerie de la ville[1].
- La municipalité de Milan confie à un médecin le service d'urgences qu'elle crée pour les tailleurs de pierre employés sur le chantier de la cathédrale, auxquels elle garantit la gratuité des soins et des médicaments[2].
- Après sa rechute d'Abbeville, le roi de France Charles VI subit une intervention chirurgicale (trépanation crânienne ou simple incision du cuir chevelu[3]) pratiquée par le médecin lyonnais Gérard Lacombe[4] ou par deux moines augustins[5].
- Exécution à Chambéry, en Savoie, de Pierre de Lompnes, pharmacien présumé complice de l'empoisonnement du comte Rouge[6],[7].

## Personnalité
- 1393-1394 : fl. Pierre Le Waite, barbier, établi en Flandre et en Artois ; sa présence est attestée à la cour de Bourgogne[8].

## Naissance
- 1390-1393 : Giovanni Arcolani (de)[9] (mort en 1458), médecin italien, professeur à Bologne, Padoue et Ferrare, auteur d'une Practica medica et de commentaires de Rhazès et d'Avicenne[10].

## Décès

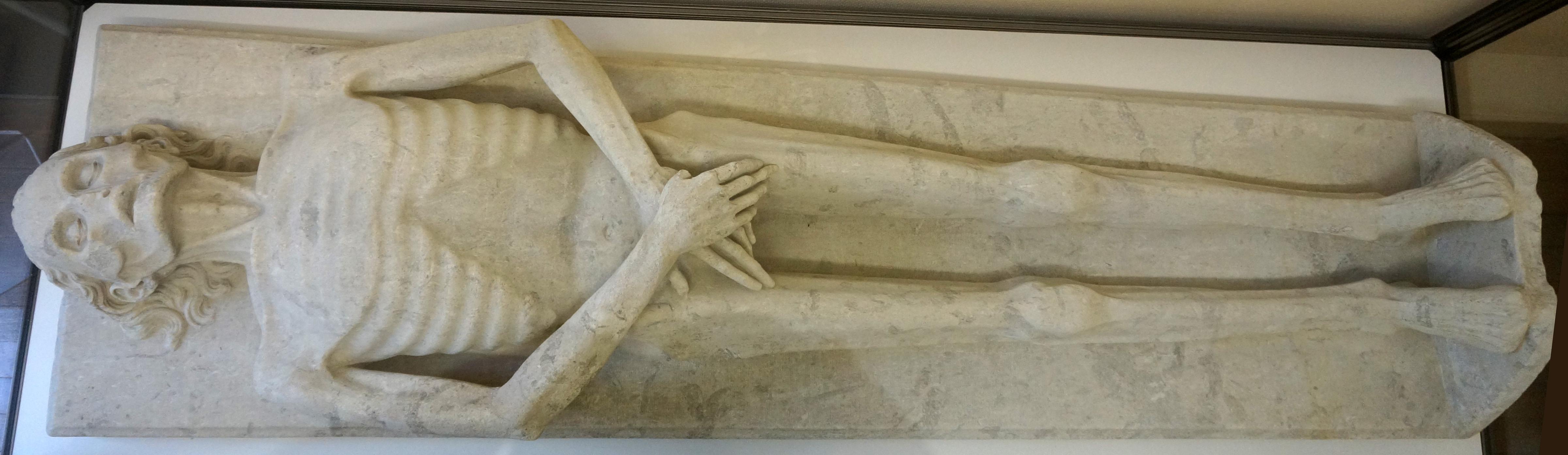
Transi de
Guillaume de Harcigny
Musée de Laon

- 10 juin : Guillaume de Harcigny (né en 1310), maître en médecine de l'université de Paris, proche d'Enguerrand VII de Coucy, indûment connu pour avoir guéri le roi Charles VI de son premier accès de folie en 1392[12].
- Juillet : Pierre de Lompnes (né à une date inconnue), apothicaire, condamné et exécuté pour avoir empoisonné le comte Rouge, pourtant très vraisemblablement mort du tétanos[13].